# Yaqui (plemię)
Yaqui – plemię Indian zamieszkujących dolinę rzeki Yaqui w meksykańskim stanie Sonora.
Yaqui nazywają siebie Yoeme, co w ich języku oznacza człowieka. Swój kraj nazywają Hiakim. Od tego słowa pochodzi prawdopodobnie nazwa plemienia.